# 副省級市轄区
副省級市轄区（ふくしょうきゅうしかつく、略して「副省級区（ふくしょうきゅうく）」）は、中華人民共和国の行政区分の一種であり、直轄市の中で特に重要な市轄区（県級行政区）で大幅な自主権が与えられる区。
市轄区として直轄市の管轄下にあるが、経済・財政と法制の面で省と同程度の自主権が認められている。

## 一覧
現在、以下の2市轄区が副省級区に定められている。
- 浦東新区（上海市）
- 浜海新区（天津市）